# Директива 2014/32/EU
Директива Европейского союза 2014/32/EU об измерительных приборах (англ. Measuring Instruments directive MID) направлена на обеспечение надёжности и единства измерений в ЕС, а также снижение торговых барьеров внутри ЕС.
Так как измерительные приборы могут быть использованы для решения задач, имеющих большое общественное значение, таких как: здравоохранение, обеспечение общественного порядка и безопасности, охраны окружающей среды, защиты прав потребителей, взимание налогов и сборов, торговли, их оборот на рынке подлежит особому контролю.
Все участники реализации измерительных приборов на рынке ЕС от производителя и импортёра до продавца конечной продукции обязаны принять меры обеспечивающие реализацию на рынке ЕС только таких измерительных приборов, которые полностью соответствуют требованиям директивы 2014/32/EU. На такую продукцию должна быть нанесена маркировка CE и специальная метрологическая маркировка.

## История принятия директивы
Первая директива 71/316/EEC, направленная на обеспечение единства измерений в ЕС была принята Советом 26 июля 1971 года. Позже она была заменена директивой 2004/22/EC об измерительных приборах, принятой в 30 апреля 2004 года. Её применение в ЕС началось 30 октября 2006 года и для её внедрения был запланирован 10-летний переходный период. Однако уже в 2014 году Европарламентом и Европейским советом была принята новая директива об измерительных приборах 2014/32/EU, которая вступает в силу 20 апреля 2016 года.

## Область применения
Директива 2014/32/EU распространяется на измерительные приборы, перечисленные во второй статье первой главы директивы:
- MI-001 счётчики воды
- MI-002 счётчики газа
- MI-003 счётчики электроэнергии
- MI-004 счётчики тепла
- MI-005 счётчики жидкости (кроме воды)
- MI-006 автоматические весы
- MI-007 таксометры
- MI-008 эталонные меры
- MI-009 приборы для измерения длины и их комбинации
- MI-010 анализаторы выхлопных газов